# Druk Desi

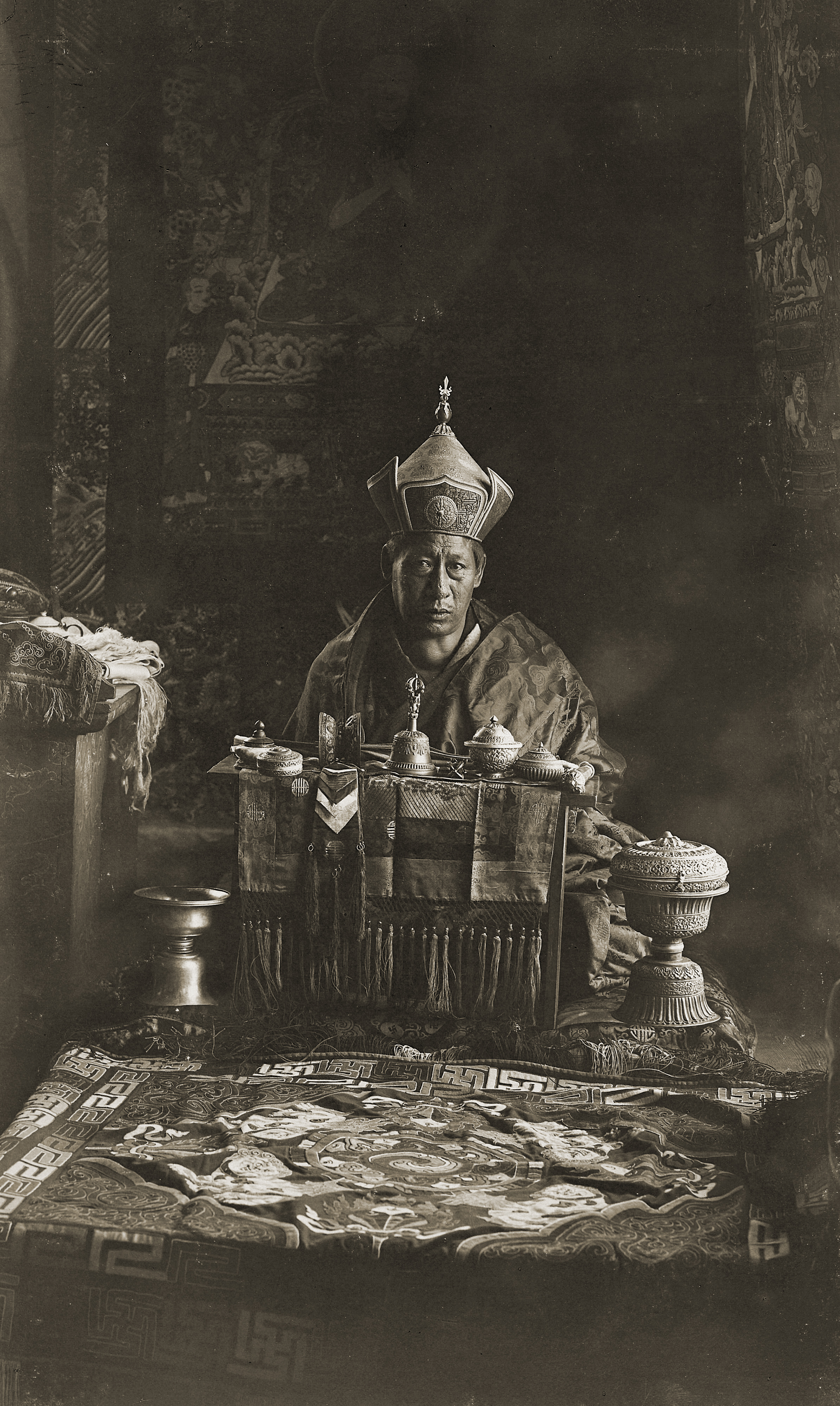
Choley Yeshe Ngodub, le dernier Druk Desi, qui dirigea le Bhoutan entre 1903 et 1905.

Le Druk Desi ( Dzongkha : འབྲུག་ སྡེ་; Wylie : 'brug sde-srid, également appelé « Deb Raja ») était le titre donné aux dirigeants administratifs laïques du Bhoutan sous le système de gouvernement dual qui avait cours entre le XVIIe siècle et le XIXe siècle . Dans ce système, l'autorité gouvernementale était partagée entre laïcs et religieux, et les deux groupes étaient réunis sous l'autorité nominale du Shabdrung Rinpoché . Le terme Druk signifie « dragon du tonnerre » et fait symboliquement référence au Bhoutan, dont le nom le plus ancien est Druk-yul . Desi, signifie « régent », et fait référence à la principale fonction laïque des royaumes placés sous ce système de gouvernement.

## Histoire
La charge de Druk Desi a été créé Au Bhoutan par Shabdrung Ngawang Namgyal au XVIIe siècles sous le système de gouvernement dual. Après avoir fui les persécutions sectaires au Tibet, Ngawang Namgyal a institué la lignée Drukpa en religion d'État . Dans le système bhoutanais, les pouvoirs du gouvernement étaient partagés entre une branche religieuse dirigée par un Je Khenpo de la lignée Drukpa et une branche administrative civile dirigée par le Druk Desi. Le Je Khenpo et le Druk Desi étaient tous deux placés sous l'autorité du Shabdrung Rinpoché, une réincarnation de Ngawang Namgyal.
Le Druk Desi pouvait être un moine ou un laïc. Au XIXe siècles, il était élu pour un mandat de trois ans, d'abord par un conseil monastique puis par le Conseil d'État (Lhengye Tshokdu). Le Conseil d'État était un organe administratif central qui comprenait les dirigeants régionaux, les chambellans du Shabdrung et le Druk Desi. Au fil du temps, le Druk Desi est passé sous le contrôle politique de la faction la plus puissante des administrateurs régionaux du Conseil d'État. Le Shabdrung était le chef de l’État et la plus haute autorité en matière d’affaires religieuses et civiles.
Le siège du gouvernement central était localisé à Thimphou, sur le site d'un dzong du  XIIIe siècles, sauf en hiver, où la capitale se déplaçait à Punakha, dans un dzong construit au nord-est de Thimphu en 1527. Le royaume était divisé en trois régions (est, centre et ouest). Chacune avait à sa tête un penlop (gouverneur) nommé installé dans un dzong important. Les districts étaient dirigés par des dzongpens (officiers de district), qui avaient leur quartier général dans des dzongs mineurs. Les penlops avaient des fonctions de percepteurs d'impôts, de juges, de commandants militaires et d'agents d'achat pour le gouvernement central. Leurs principaux revenus provenaient du commerce entre le Tibet et l'Inde et des impôts fonciers .
On pense que la mort de Ngawang Namgyal en 1651 a été cachée pendant environ 50 ans alors que les autorités cherchaient un successeur après sa réincarnation. Au début, le système a persisté, mais les Druk Desi ont progressivement acquis davantage de pouvoir politique, ce qui a conduit à des guerres civiles. Une fois la réincarnation trouvée, le Druk Desi ne voulut pas se séparer du pouvoir acquis, et le pouvoir du Shabdrung déclina progressivement. D'autre part, les Druk Desi ont progressivement perdu le contrôle des dirigeants locaux et des penlops. Le pays s'est morcelé en plusieurs régions semi-indépendantes contrôlées par des penlops. Dans la pratique, le Shabdrung était généralement un enfant placé sous le contrôle du Druk Desi, et les penlops régionaux administraient leurs districts au mépris du Druk Desi .
La Constitution du Bhoutan promulguée en 2008 confirme l'engagement du pays en faveur du double système de gouvernement. Cependant, le titre de Druk Desi n'est jamais mentionné dans le texte constitutionnel, et tous les pouvoirs administratifs sont dévolus directement au Druk Gyalpo et aux pouvoirs civils. D'autre part, le Druk Gyalpo nomme le Je Khenpo avec l'avis des Cinq Lopones (enseignants érudits), sans aucune référence à la charge de Shabdrung .